# Kurfürstovo rameno
Kurfürstovo rameno je přírodní památka poblíž obce Horka nad Moravou v okrese Olomouc. Oblast spravuje AOPK ČR Správa CHKO Litovelské Pomoraví. Důvodem ochrany je uměle odstavené říční rameno, významné trdliště ryb. Z ptačích druhů se zde vyskytuje například ledňáček říční, pisík obecný nebo moudivláček lužní.

## Fotogalerie

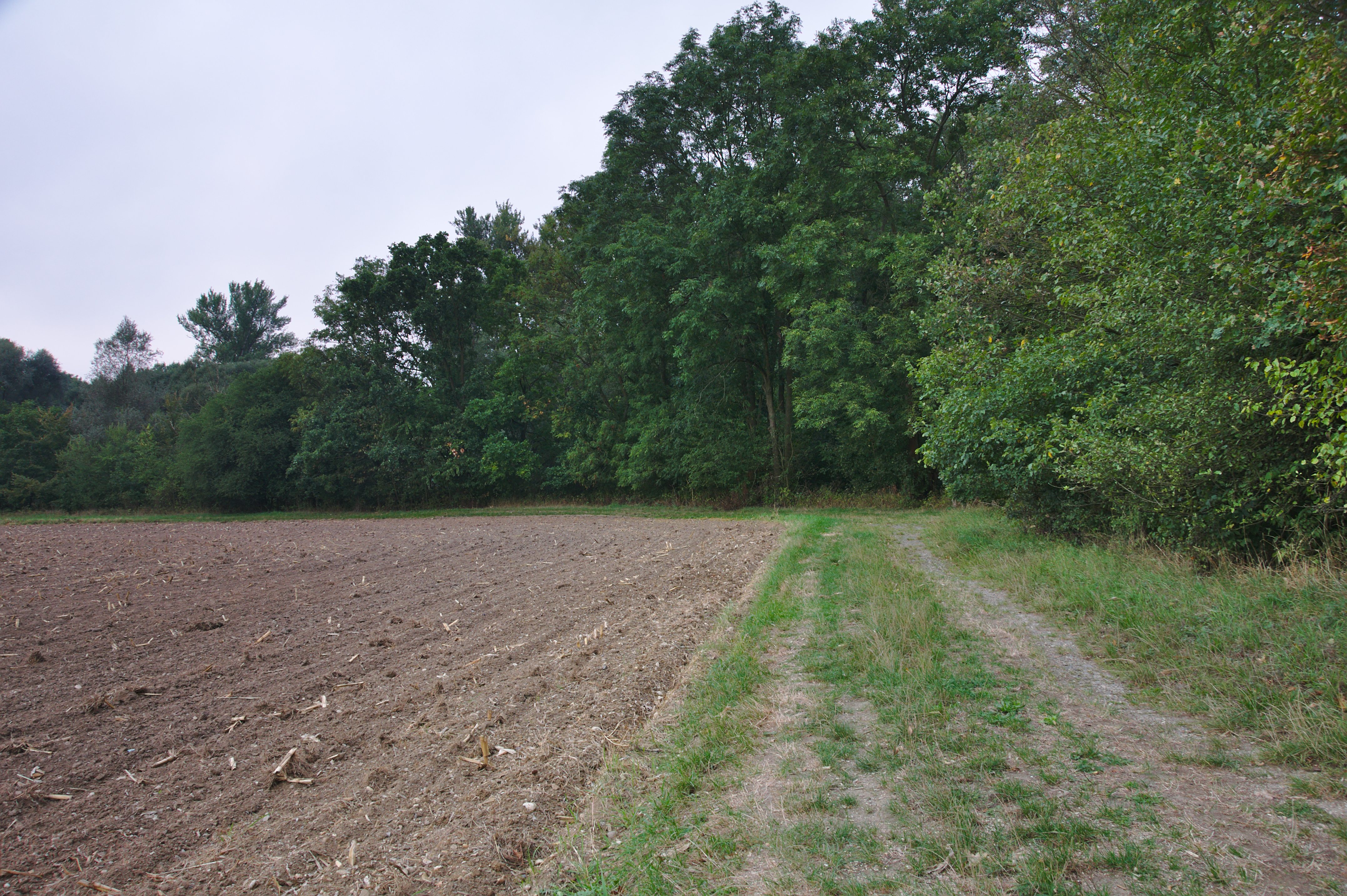
Pohled od silnice
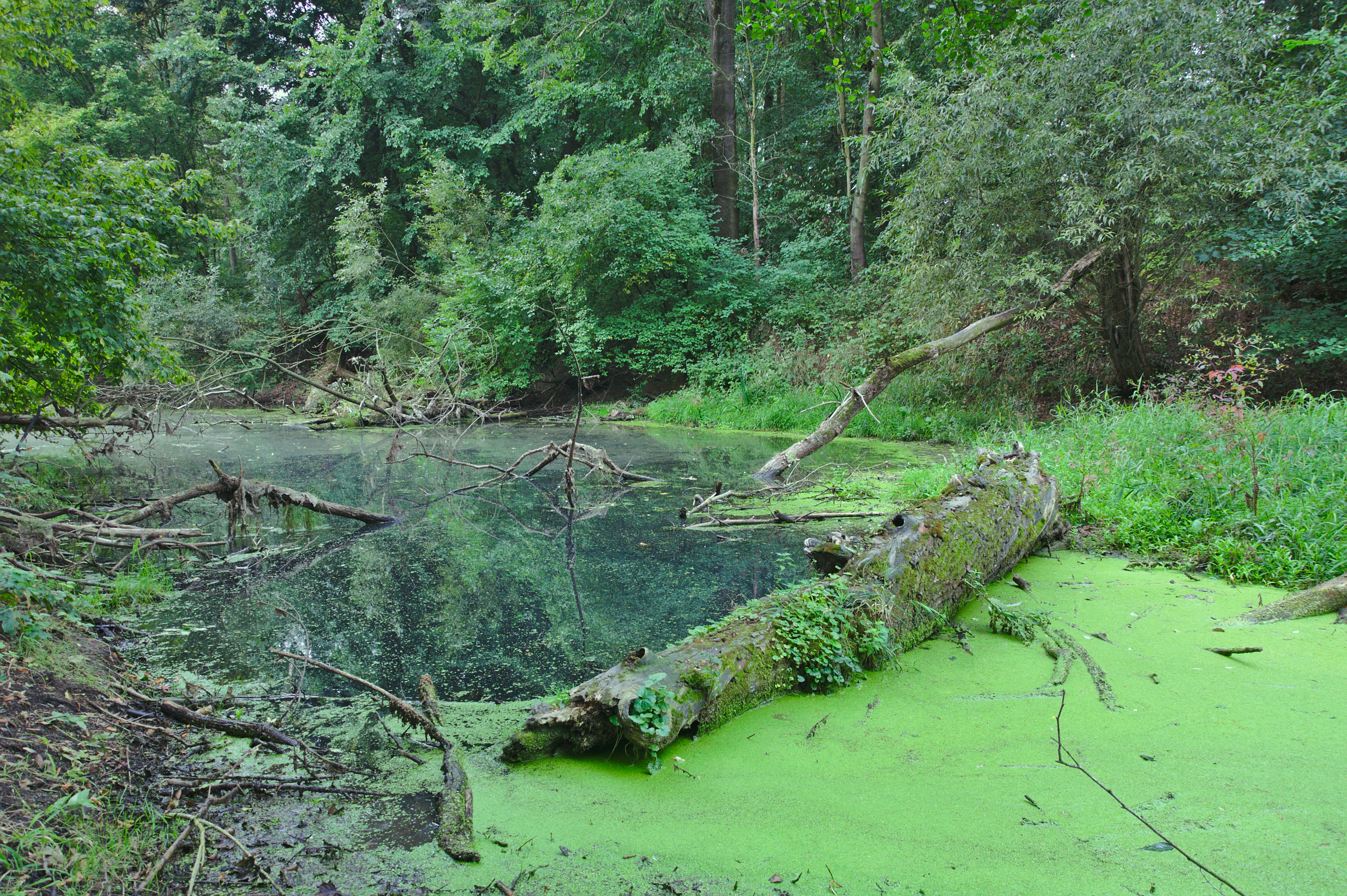
Říční rameno
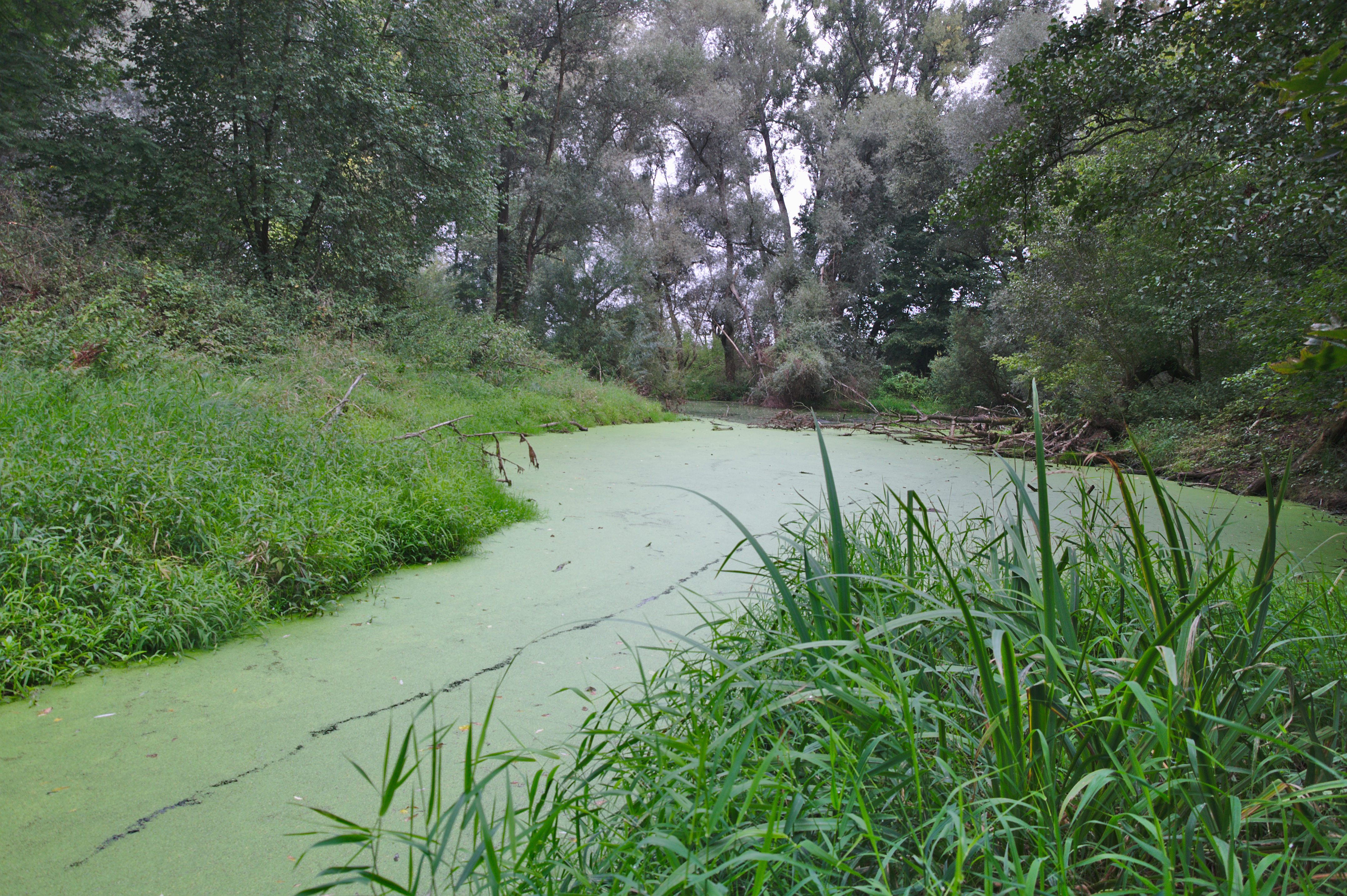
Říční rameno
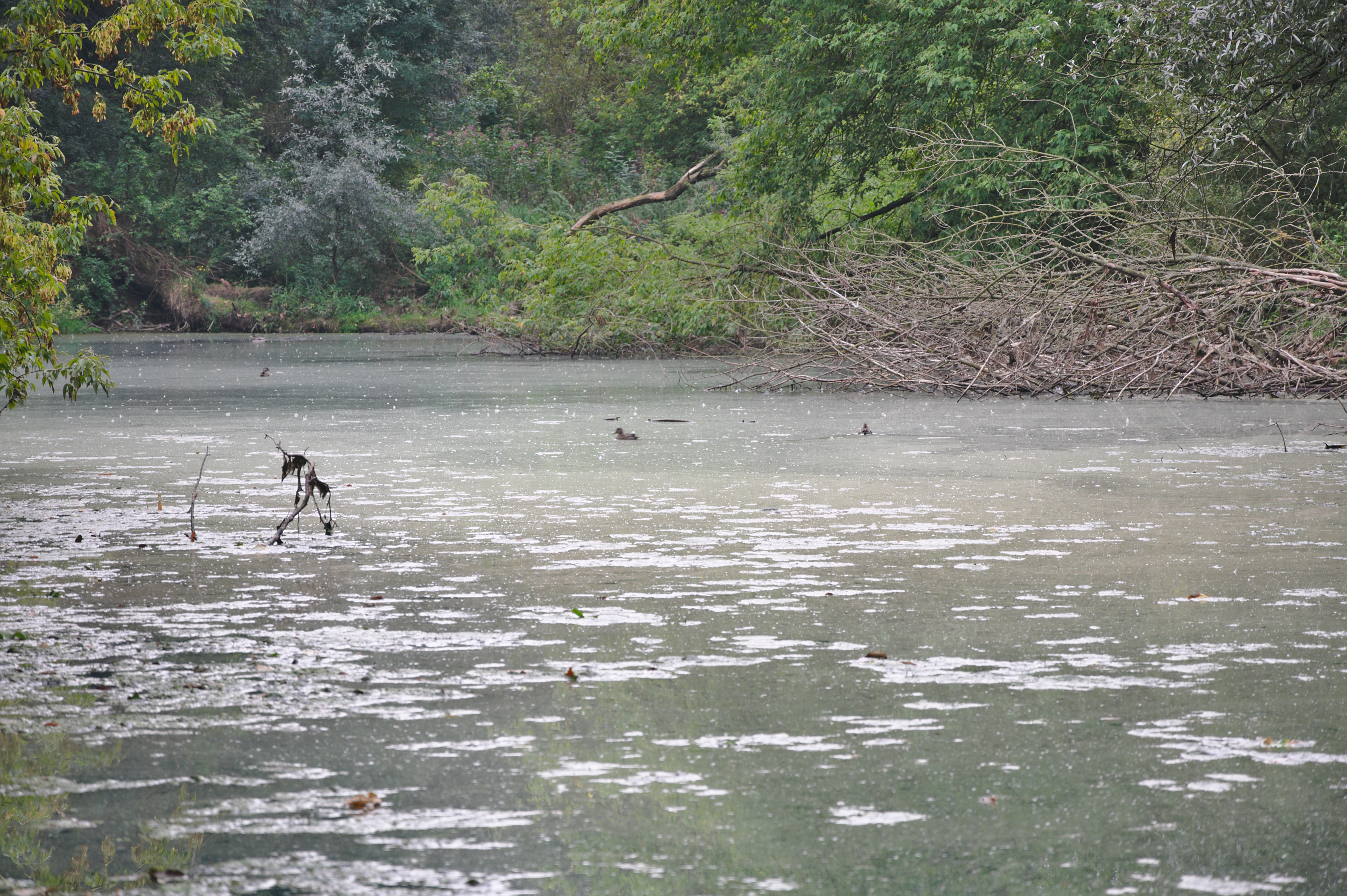
Říční rameno
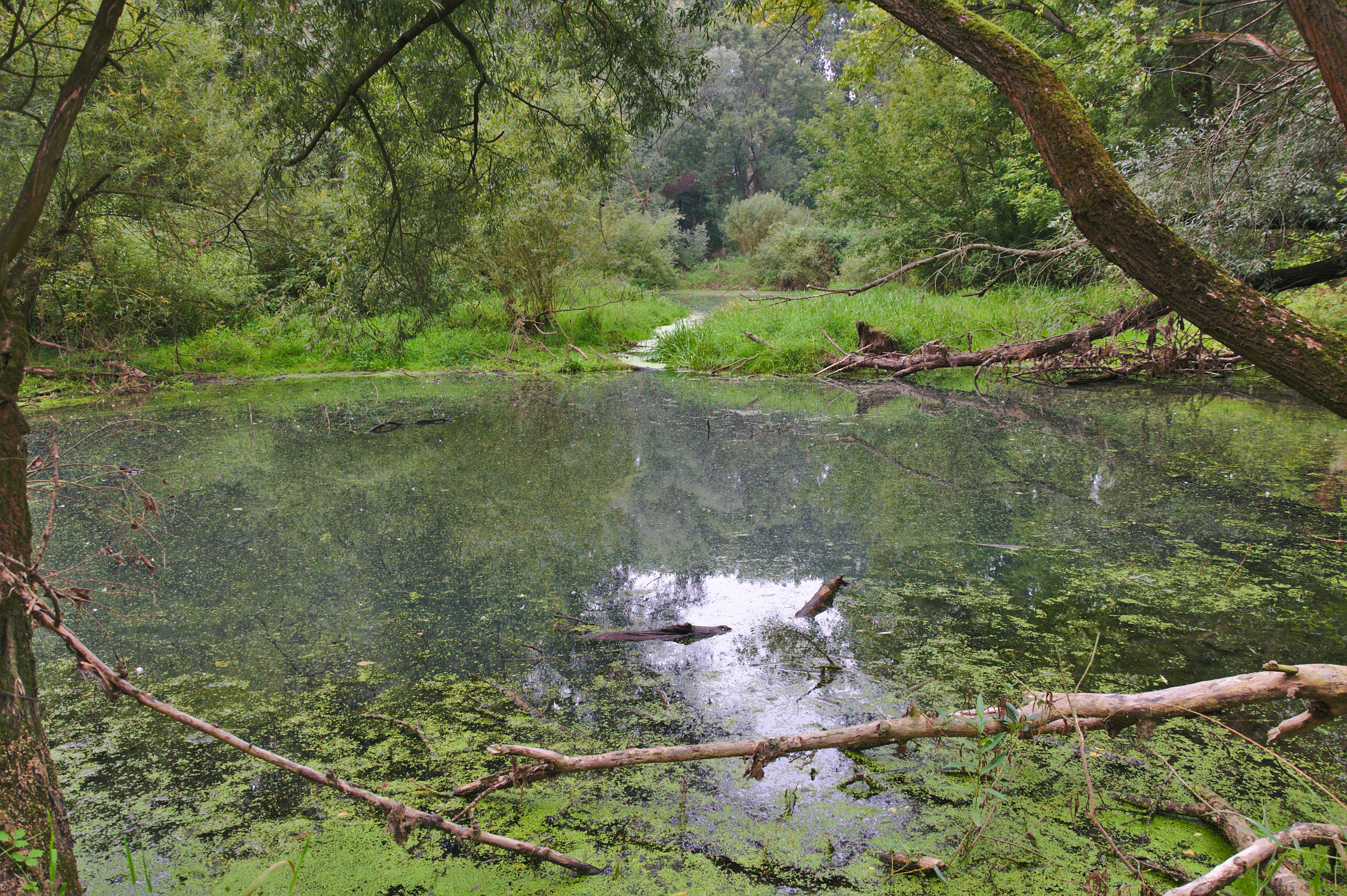
Říční rameno